# Scopula fulvostriata
Scopula fulvostriata là một loài bướm đêm trong họ Geometridae.